# Gingidia
Gingidia là chi thực vật có hoa trong họ Apiaceae.